# Renée Saint-Cyr
Renée Saint-Cyr, född 16 november 1904 i Beausoleil, Alpes-Maritimes, död 11 juli 2004 i Neuilly-sur-Seine, var en fransk skådespelare. Saint-Cyr medverkade i runt 60 filmer, mest romantikfilmer och komedier. Hon är mor till skådespelaren Georges Lautner.

## Filmografi, urval
- 1934 – Siste miljardären
- 1937 – Kronans pärlor
- 1938 – Spionligans överman
- 1943 – Marie-Martine
- 1964 – Monokeln - agent i Hongkong
- 1976 – Intet nytt under kjolen
- 1983 – En karl för mycket